# سیلم (نیوهمپشایر)
سیلم (به انگلیسی: Salem) یک شهرک در ایالات متحده آمریکا است که در شهرستان راکینگهام، نیوهمپشایر واقع شده‌است.